# Mednarodni hokejski hram slavnih
Mednarodni hokejski hram slavnih je ustanovila Mednarodna hokejska zveza leta 1997, ko je bilo na Svetovnem prvenstvu sprejetih prvih trideset posameznikov. Od takrat je vsako leto v hram sprejeta nova skupina zaslužnih, ki so ločeni na hokejiste, graditelje hokeja in sodnike, med njimi sta dva Slovenca, Ernest Aljančič starejši in Rudi Hiti.

## Sprejeti v hram slavnih

### 1997
Hokejisti
Vsevolod Bobrov- Vlastimil Bubník - Bill Cleary - Gerry Cosby - Jaroslav Drobný - Anders Hedberg - Erich Kühnhackl - Vic Lundquist - Seth Martin - John Mayasich - Václav Nedomanský - Aleksander Ragulin - Harry Sinden - Vladislav Tretjak - Sven Tumba - Urpo Ylönen - Vladimír Zábrodský - Liam Higgins
Graditelji hokeja
Bunny Ahearne - Father David Bauer - Walter A. Brown - Arne Grunander - Gordon Juckes - Vladimir Kostka - Louis Magnus - Günther Sabetzki - Andrej Starovojtov - Anatolij Tarasov - Walter Wasservogel

### 1998
Hokejisti
Helmuts Balderis - Lars Björn - Ferdinand Cattini - Hans Cattini - Bill Christian - Vladimír Dzurilla - Carl Erhardt - Anatolij Firsov - Jozef Golonka - Karel Gut - Jiří Holeček - Gustav Jaenecke - Marshall Johnston - Valerij Harlamov - Jacques Laperrière - Håkan Loob - Pekka Marjamäki - Jack McCartan - Terry O'Malley - Eduard Pana - Börje Salming - Valerij Vasiljev - Harry Watson
Graditelji hokeja
W. A. Hewitt - Cesar Luhti - Bob Ridder - Jack Riley - Arne Strömberg - Viktor Tihonov - Xavier Unsinn

### 1999
Hokejisti
Sven Bergqvist - Roger Bourbonnais - Jim Craig - Mike Curran - Jiří Holík - Leif Holmqvist - Fran Huck - Mark Johnson - Oldřich Macháč - Barry MacKenzie - Aleksander Malcev - Boris Majorov - Jack McLeod - Lasse Oksanen - František Pospíšil - Sepp Puschnig - Roland Stoltz - Jorma Valtonen - Joachim Ziesche
Graditelji hokeja
Herb Brooks - Enrico Calcaterra - Arkadij Černišov - Rudolf Eklow - Derek Holmes - Tore Johannessen - Harry Lindblad - Jan Starsi - Hal Trumble - Jošiaki Cucumi

### 2000
Hokejisti
Wayne Gretzky - Tomas Jonsson - Udo Kiessling - Jari Kurri - Boris Mihajlov - Peter Šťastný
Graditelji hokeja
Goran Stubb

### 2001
Hokejisti
Sergej Makarov - Vladimír Martinec - Hans Rampf - Ulf Sterner
Graditelji hokeja
Dave King - Gyorgy Pasztor

### 2002
Hokejisti
Ivan Hlinka - Matti Keinonen - Nisse Nilsson
Graditelji hokeja
Ernest Aljančič starejši - Gordon Renwick - Vladimir Jurzinov - Peter Patton

### 2003
Hokejisti
Bengt-Åke Gustafsson - Timo Jutila - Josef Maleček - Aleksander Jakušev
Graditelji hokeja
Curt Berglund - Heinz Henschel
Sodniki
Josef Kompalla - Unto Wiitala

### 2004
Hokejisti
Rudi Ball - Vitalij Davidov - Lou Nanne - Ronald Pettersson - Nikolaj Sologubov - František Tikal
Graditelji hokeja
Mike Buckna - Ladislav Horsky - Tsutomu Kawabuchi - Miroslav Subrt
Sodniki
Ove Dahlberg - Yuri Karandin

### 2005
Hokejisti
Vjačeslav Fetisov - Viktor Kuzkin - Mats Näslund - Alois Schloder
Graditelji hokeja
Jorgen Hviid
Sodniki
Quido Adamec

### 2006
Hokejisti
Henryk Gruth - Kent Nilsson - Vladimir Petrov - Juhani Wahlsten
Graditelji hokeja
Anatolij Horozov

### 2007
Hokejisti
Venjamin Aleksandrov - Vladimír Bouzek - Josef Černý - Jakob Kölliker - Viktor Konovalenko - Konstantin Loktev - Esa Peltonen - Thomas Rundqvist - Vjačeslav Staršinov
Graditelji hokeja
Ludek Bukac - Igor Dimitrijev - Hans Dobida

### 2008
Hokejisti
Philippe Bozon - Cammi Granato - Geraldine Heaney - Angela James - Igor Larionov - Mario Lemieux
Graditelji hokeja
Art Berglund

### 2009
Hokejisti
Rudi Hiti - Aleksej Kasatonov - Jan Suchý
Graditelji hokeja
Walter Bush mlajši
Sodniki
Laszlo Schell

### 2010
Hokejisti
Dieter Hegen - Artūrs Irbe - Vladimir Krutov - Riikka Välilä
Graditelji hokeja
Rickard Fagerlund

### 2011
Hokejisti
Karyn Bye - Tord Lundström - Bohumil Modrý - Ladislav Troják - Doru Tureanu
Graditelji hokeja
Kalevi Numminen

### 2012
Hokejisti
Raimo Helminen - Phil Housley - Pavel Bure - Milan Nový
Graditelji hokeja
Andy Murray

### 2013
Hokejisti
Peter Forsberg - Danielle Goyette - Paul Henderson - Teppo Numminen - Mats Sundin
Graditelji hokeja
Jan-Åke Edvinsson

### 2014
Hokejisti
Vjačeslav Bikov - Andrej Homutov - Ruslan Salej - Steve Yzerman
Graditelji hokeja
Murray Costello

### 2015
Hokejisti
Dominik Hašek - Robert Reichel - Scott Niedermayer - Maria Rooth
Graditelji hokeja
Fran Rider

### 2016
Hokejisti
Peter Bondra - Sergej Fjodorov - Valerij Kamenski - Ville Peltonen
Graditelji hokeja
Pat Quinn - Ben Smith

### 2017
Hokejisti
Saku Koivu - Uwe Krupp - Angela Ruggiero - Joe Sakic - Teemu Selänne
Graditelji hokeja
Dieter Kalt

### 2018
Hokejisti
Jere Lehtinen - Chris Chelios - Rob Blake - Daniel Alfredsson
Graditelji hokeja
Bob Nadin - Philippe Lacarrière

### 2019
Hokejisti
Hayley Wickenheiser - Miroslav Šatan - Žigmund Pálffy - Mike Modano - Jörgen Jönsson
Graditelji hokeja
Boris Aleksandrov